# 三辻富貴朗
三辻富貴朗（みつじ ふきお、1960年8月6日 - 2008年12月11日）は日本のゲームデザイナー。東京都港区出身。多摩美術大学グラフィックデザイン科卒。

## 略歴
タイトーに入社、アーケードゲームの企画・ディレクション・グラフィックを担当。関与したタイトルでは、スタッフロールや初期状態でのスコアランキングに「MTJ」という名称を用いていた。スタッフロールでは本名を併記することもあった。
『バブルボブル』や『レインボーアイランド』、『サイバリオン』といったヒット作を生みだした。その傍ら、雑誌「ゲーメスト」において、No.30（1989年3月号）より水谷潤名義で「ゲームデザイナー入門」を連載。一年間に渡り、現役のゲームデザイナーが制作手法を公開するという、当時としては異例の記事となった。
タイトー退社後、UPLで『オメガファイター』開発を経て、フリーランスとして活動。1994年頃にヒューマンクリエイティブスクールで講師を務め、その後かねてより開講していたゲームデザイナー志望者向けの私塾を発展させ、MTJゲームデザイナーズスクールを2000年に設立。校長・講師として後進の指導に当たっていた。
2005年に海外でのみ販売された『Taito Legends』には、三辻のインタビュー動画が多数収録されており、そこで自らはゲーム制作から退き、人材育成に専念していることが語られていた。
2008年12月11日、腎臓疾患により胸水がたまり、心肺停止となり死去。48歳没。

## 作品
- スーパーデッドヒート
- ハレーズコメット
- バブルボブル
- レインボーアイランド
- サイバリオン
- ヴォルフィード
- オメガファイター
- マジカルパズルポピルズ
- 究極!!PC原人 - アーケードゲームとしてロケーションテストまで行われたが、発売には至らなかった。